# 怪物くんの登場キャラクター
怪物くんの登場キャラクター（かいぶつくんのとうじょうキャラクター）では藤子不二雄Ⓐの漫画作品『怪物くん』及びこれを原作とするアニメ、テレビドラマなどに登場するキャラクターについて解説する。特記のない限り説明は原作漫画に準拠する。
- 各キャラクター解説の第一段落は本作を原作としたアニメなどのキャストを示す。
  - モノクロ版：モノクロアニメ『怪物くん』
  - カラー版：カラーアニメ『怪物くん』
  - CR：『CR怪物くん』、および『CR怪物くん デーモンの剣』
  - 実写版：テレビドラマ『怪物くん』、および実写映画『映画 怪物くん』

## 怪物くんと怪物3人組
怪物屋敷の住人たちで、怪物くんこと怪物太郎とドラキュラ、フランケン、オオカミ男の怪物3人組の4人。
怪物くん
声 - モノクロ版：白石冬美、カラー版/CR：野沢雅子 演：大野智
本作の主人公。本名：怪物 太郎。身長99cm、体重28kg。怪物ばかりが住んでいる、地球ではあるがどこにあるのか分からない国「怪物ランド」を総べる怪物王家の皇太子。現国王・怪物大王の実子であり、お供の3匹からは「坊ちゃん」と呼ばれている。人間の小柄な少年に見えるが、手足を自由に伸ばし、様々な顔や姿に変身するなど、多くの念力を中心とした超能力を持つ。最大の武器は「1、2、3、4、5!」と5つ数えて念力で起こす爆発で、本人に殺意がなければ殺傷にこそ至らないが、対象者は大怪我を負い大きな建造物も崩壊させてしまうほど威力は強大である。念力を使わなくても密猟者から鉄砲を取り上げて折り曲げてしまったりと、腕っ節自体も並外れて強く、念力の応用で腕の長さを伸ばすと同時に「⚓」マーク入りの筋骨隆々な腕に変化させることも可能。頬にある3本線はヒゲ。トレードマークの帽子は寝ている時にも外さないが（別の帽子を被る時のみ描写はないが脱ぐこともある）、最終話で具体的な理由が語られ、秘密も読者（視聴者）にのみ明かされる。王位継承にあたって修業のために人間界を訪れ、そこで出会ったヒロシと半ば強引に友人となり、ヒロシ姉弟が住むアパートの部屋の隣室を借りる。太郎の部屋には冷蔵庫しかないが、その中は怪物屋敷の厨房へと繋がる通路になっている。やや常識外れでプライドが高く、短気でわがままな性格であり、それを諌める者を「うるさーい!」と一喝する。気まぐれで思い付きで行動することも多いため、よくオオカミ男たちから「立てた予定が、ぼっちゃんのおかげでぶち壊し」などとぼやかれている。その一方で情に厚く、ヒロシには強い友情を抱いており、怪物大王がヒロシを石に変えた際に反抗するなど彼を傷付ける者に対しては激しい怒りを見せ、ヒロシの面子を立てるために行動することもある。あんみつとラーメンが大好物。多少面倒くさがりな面もあり、気が乗らないと予定があっても平気で朝寝坊を繰り返したり、逆に風呂にも入らず寝てしまうことも時折あるため、ドラキュラから「王子なのに生活が乱れている」と叱られたりもする。弱点は雷で、雷鳴を聞いただけですくんでしまって何も出来なくなり、フランケンに頼ることとなるため、この状態時だけはドラキュラから子供扱いされても従順になる。
藤子・F・不二雄の漫画『ドラえもん』に、「怪物くんぼうし」（藤子・F・不二雄大全集14巻に収録）という“被ることで手足を自由に伸び縮みさせることができる”帽子が登場した。また、同作の「なんでも空港」には怪物くん本人がカメオ出演している。劇場アニメ『忍者ハットリくん+パーマン――忍者怪獣ジッポウVSミラクル卵』のオープニングのワンシーンに登場し、アニメ版ドラえもんスペシャルではドラえもんとの共演を果たしている。

ドラキュラ
声 - モノクロ版：大竹宏、カラー版/CR：肝付兼太 演：八嶋智人
怪物くんのお供の一人。身長183cm、体重33kg。「怪物魔物学」の学者で、豊富な知識を持ち、特に怪物や妖怪に詳しい。元々の出身はポーランドで、人間界で授与された爵位は伯爵。祖父は公爵、父は侯爵という由緒正しい一族でもあり、その名門出の経歴及び高い学識を買われ、主に怪物くんのしつけと学問教育を担当するが、あまり言う事を聞いてもらえていない。黒いシルクハットとマント、モーニングコートを普段着としている。潔癖でプライドが高く、キザで欲深な面もある。吸血鬼だが吸血行為を禁じられており、代りにトマトジュースを飲んでいる。吸血の応用として、体内に入った毒素等を吸いだすという、他の吸血鬼には真似のできない高等技術を持つ。愛用のマントの力による飛行能力を持ち、これを着用すれば他の者でも飛べるが、普通の人間が長時間着用するとコウモリになってしまう。下僕として吸血コウモリを使役し、主に偵察を任せる。ベラボー星人ほどではないが、催眠術で他者を操ることができる。ニンニクと十字架と日光に弱いが、怪物ランドでは日中でも活動可能。人間界では昼は地下室の棺桶で眠り（ただし曇りや雨等天気が悪い時、及びドラマ版ではサングラスと日傘があれば昼でも活動可）、夜起きて散歩に繰り出すという生活スタイルである。ほぼ不死身のため普通の銃火器などでは怪我はしても死に至らず、他の原因で何度死んだと思われても、仮死状態で生き返ることができる。ただし、銀の弾丸を撃ち込まれた時などの弱点による場合は本当の死となる（例えば銀の弾丸だと致命傷となり、摘出せずに放置すれば生き返れず本当に死んでしまう）。普段は呼吸もしておらず、宇宙空間でも宇宙服を着用せず活動することができる。一人称は「アタシ」で、語尾に「～ザマス」（稀に「～ザンス」）をつけて話す。

オオカミ男
声 - モノクロ版：兼本新吾、カラー版：神山卓三、CR：緒方賢一 演：上島竜兵
怪物くんのお供の一人で、年齢不詳だが自他共に認める中年である。身長164cm、体重は101kgでやや小太り。先祖は東ヨーロッパ出身だが、自身の出自は怪物ランドのガンス地方で、そこはかつて先祖が怪物ランドへ移住した際の区域である。普段の姿は坊主頭の人間だが、満月や丸い物を見ると全身が獣毛に覆われて狼に変身する。ただし単なる丸い物（切り株など）の場合、中途半端な変身となる。満月の場合は天候に関係なく太陽が昇ると元に戻るため、昼間の丸い物による変身だと一晩明けた翌朝まで待たなければ戻れない。変身時は狼特有の鋭い嗅覚と素早い動作から繰り出される牙と爪が武器。本人曰く「普段の人間体が真の姿」であり、作中でも時折「怪物の中では人間に近い」とする発言があるが、怪物ランドでは常に狼の姿で過ごす。一般の狼に対しても仲間意識を抱いている。狼に変身しないと力を怪物としての本領を発揮できず、ほぼ人間並みの能力しか持たない通常時との激しい落差が唯一にして最大の弱点。怪物ランドでは著名な料理人で、怪物屋敷の食卓や家事を担っている。変身さえしなければ人間界の飲食店でもプロ級の料理人として認められる腕前だが、月見うどん等の卵黄を見ても変身してしまうため、人間達と共に仕事として厨房で料理の腕を振るうのは困難な面もある。気さくで人がよく、世話好き。好物はうどんとバームクーヘン。一人称は「わし」または「あっし」で、語尾に広島弁のように「～ガンス」とつけて話す。

フランケン
声 - モノクロ版：今西正男、カラー版：相模太郎 （第1回 - 第27回、劇場版第1作）→ 兼本新吾（第28回 - 最終回、劇場版第2作）、CR：富田耕生 演：チェ・ホンマン
怪物くんのお供の一人。身長297cm、体重252kg。フランケンシュタイン博士の作った人造人間（フランケンシュタインズ・クリーチャー）である。大柄で強面だが、のんびり屋で心優しく繊細で泣き虫。頭は弱いが、怪力と手先の器用さを生かし、主に屋敷の手入れや買い物の荷物持ちを担当する。青いコートに赤と黄色の縞模様のシャツを着た姿。並の人間ならプロのレスラーによる攻撃でも大した痛みやダメージを受けないほどタフであり、怪物くんのボディーガードも兼ね、そのパワーは怪物くんも唸らせるほど強力だが、総合的な戦闘力は念力を使える怪物くんの方が上なので、その意味での活躍はそれほど多くない。しかし、怪物くんの弱点である雷を操る怪物が現れた際には、雷＝電力をエネルギー源とするフランケンがこれに立ち向かって倒し、護衛の任を果たしている。ドラキュラとは違う意味で不死身に近いが、死亡または破壊された場合は自力の復活はできず、電力エネルギーを与えられて修復されれば何度でも生き返ることが可能。「フンガー」（ドイツ語で「空腹」を意味する）としかしゃべらないが（時々「フガー」と発音することもある）、怪物同士では何故か話が通じている。怪物くんと敵対する悪魔組織デモーニッシュの刺客であるアーシュランの魔力により、一時的に人間の言葉を話せるようになったことがある。カラー版では声を当てた兼本が我慢できなくなり少しではあるがアドリブで普通の台詞を入れている。基本はポーカーフェイスであるが、怒る時は怒り、笑う時は笑う。ロボットではないため生身の生物同様に飲食も必要とする。生殖能力もあり、怪物ランドには怪物くんの同年代の息子がいて、身体や精神面の成長と老化もある生命体であることが示唆されている。『ドラえもん』、『バケルくん』、『ミス・ドラキュラ』にも登場している。アニメの第一作と第二作で体型にかなりの違いがあり、第一作では比較的スリムで手足も長く描かれているのに対し、第二作では身長に対して横幅が広く、手足も短いズングリした体型に描かれている。原作は、これらの中間的な姿である。

## 怪物くんと怪物3人組の家族
怪物大王
声 - モノクロ版：高塔正康、カラー版：金井大、CR：飯塚昭三 演：鹿賀丈史
怪物くんの父親で怪物ランドの最高権力者。怪物そのものの巨大な体格と怖い顔の持ち主で、怪物たちからは最も恐れられつつも篤く敬われている。怪物平和戦争を終結させ、その後も長らく自由と平和を守っている。近年では、宇宙怪獣による地球侵略を防ぐため尽力している。息子の怪物くんと同様に頑固で短気だが、寂しがり屋で子煩悩な所があり、怪物くんを呼び戻すために仮病を使うことがある。また思い付きで「怪物オリンピック」の開催を決めるなど、気まぐれな一面もあるが、基本的には公明正大な心の持ち主で、怪物ランドの内部で争いやもめ事が起こった場合には真面目な態度で問題解決に取り組み、公正な裁きを下している。両目から放つ物体を溶かす閃光や生物石化能力、瞬間移動など様々な超能力を持つ（石化は大王の涙に含まれる成分で解ける）。息子の怪物くんとは全く異なる容姿だが、最終回で身体のある一部分のみは同じであると判明する。若い頃、日本の山奥にある『妖怪ランド』を留学生として訪れており、当時の学友だった妖怪大王とも親交がある。また、シーラカンスじいを「海の大統領」に任命し、海中の怪物たちに対する統治権を委任している。笑い声は「ゲボハハハハ」。

怪物王妃
声 - カラー版：此島愛子
怪物くんの母親。とても美しい女性。最終回のみ登場。「怪物ランドの王子は、正式に王位継承者として認められるまでは母親と離れて暮らさなければならない」という怪物ランドの掟により、怪物くんが生まれてからはずっと禁断の地と言われた「幻の園」で暮らしており、怪物くんも最終回まで母親の存在を知らされていなかった。
怪物息子3人組
ドラキュラ・オオカミ男・フランケンの息子。時々父親に会いに人間界へやってくる。父親たちにも手に負えない腕白ぶりで人間界にくるたびに大騒動を起こす。怪物くんとは怪物学校時代の同級生で「チョビヒゲ」と呼んでいたが、現在はとても礼儀正しくしている。
ドラキュラ2世/jr
声 - カラー版：龍田直樹、二又一成
ドラキュラの息子。父親同様の黒のモーニングとシルクハット姿であるが、ズボンは短パン。父親同様、語尾に「～ざます」とつける。父親と違い、日中も日傘を差して行動している。
オオカミ男2世/jr
声 - カラー版：丸山裕子
オオカミ男の息子。Wの文字が入った帽子をかぶり、オオカミの文字が入ったアロハシャツを着ている。父親同様、語尾に「～がんす」とつける。太陽を見てもオオカミになれる。
フランケン2世/jr
声 - カラー版：青木和代
フランケンの息子。容貌はフランケンそっくりであるがオーバーオールを着ている。父親と違って言葉を話すことができ、腕っ節も父親譲りでかなり強い。

ドラキュラじいさん
声 - カラー版：槐柳二
ドラキュラの父。かなりの高齢で、吸血の為の牙も入れ歯で、頭も禿げあがっている。服装は赤いタキシード風の衣装。
グレンケン
声 - カラー版：加藤精三
フランケンの弟。兄とは違って言葉を話し、性格は冷酷かつ好戦的。最終的には兄に倒された。
カラーアニメ版ではベラボー怪星人ベムが開発した「フランケン2号」として登場。
フランケンシュタイン博士
フランケンとグレンケンの製作者である小柄な老人。「人造人間は冷酷で、生みの親の命令に忠実であるほど出来が良い」という非情な考えの持ち主で、かつて研究費稼ぎのために、フランケンをヤクザの用心棒として働かせていた。怪物くんとドラキュラを捕らえて研究材料にしようとしたため、グレンケンごとフランケンに倒され、その後は完全に縁を切られた。
カラーアニメ版ではベラボー怪星人ベムが変装した姿として登場。

## 市川姉弟
弟・ヒロシと姉・歌子の姉弟。両親は既に亡く姉弟2人で生活している。両親が登場しないのは藤子作品（Ⓐ・F共に）ではきわめて異例。
市川 ヒロシ
声 - モノクロ版：松島みのり、カラー版/CR：三輪勝恵 演 - 濱田龍臣
怪物くん達が住む屋敷の近所にあるアパート「アラマ荘」の一室に姉の歌子と2人で住んでいる小学生。弱虫で冴えない上、よく番野やキザオにいじめられているが、常識人の感性を持っており、温厚で気のいい少年。ふとした切っ掛けで怪物くん達と仲良くなったことにより、様々な事件に巻き込まれていく。初めて見る怪物には気絶するほど驚くが、一度知り合うと仲良くやっている。事件の発端となる情報を持ち込むことが多い。いつも余裕綽綽。

市川 歌子
声 - モノクロ版：向井真理子、カラー版：川島千代子、CR：豊口めぐみ 演 - 川島海荷
ヒロシの姉。6月10日生まれ、18歳。会社勤めをしつつ弟の面倒を見ている、明るく思いやりのある女性。怪物くんやその怪しい仲間たちにも優しく接してくれるが、初見の怪物に対してはヒロシ以上に驚くこともしばしば。面倒見が良く、とてもしっかりしている。

## 地球怪物
基本的には怪物大王の支配下にある「善良」な怪物たちであるが、一部には怪物ランドや大王の存在を知らない怪物たち、さらには叛旗を翻そうとする怪物たちも存在する。
怪子ちゃん
声 - モノクロ・カラー版/CR：増山江威子 演 - ベッキー
本名：怪子姫。身長101cm、体重28kg。怪物ランドの一級貴族であるゴーリキ公爵家の一人娘。怪物くんのガールフレンドでお妃候補。外見は人間と変わらない金髪ショートヘアの美少女だが、怒ると髪の毛を自由自在に伸ばして振り乱し、どんな重いものでも絡め取り、その力も非常に強い。ドラマ版では髪の毛は伸びないが、室内外問わず竜巻や嵐の様なオーラを放って周辺の物を巻き上げながら相手を吹き飛ばす。
性格は怪物くん以上にわがままで短気で世間知らずであるが、その一方でラブレターに憧れるなど普通の女の子らしさも多分に持ち合わせている。両親や怪物大王の前では、おしとやかな女の子を演じている。怪物くんや3人組と共に、怪物屋敷の一員として登場する話も多い。
モノクロ版アニメでは原作登場初期の姿を元にキャラクターデザインが行われており、カラー版アニメとは容姿が異なっている。
ゴーリキ公爵 と ゴーリキ夫人
声 - カラー版：小林修、北浜晴子
怪子ちゃんの両親。巨大な獣人型の怪物だが、娘と違い温厚な性格。ゴーリキ家は怪物ランドで大王家に次ぐ貴族の家柄。チェスが趣味で大王と公爵が対局する場面もある。
爺や
声 - カラー版：槐柳二、津村隆 演 - 半海一晃
怪物大王の執事を務める老怪物。小柄で青白い顔、白い口ヒゲに短い一本角といった風貌。ドラマ版ではヒゲは生えておらず、羊の様な角が2本生えている（「羊」と「執事」をかけたダジャレ）。
ドクター・ノオ
声 - モノクロ版：永井一郎、カラー版：野本礼三/CR：高木渉
怪物ランドから医学の勉強のために人間界へやってきた怪物専門の医師。小柄で白髪、眼窩の割に小さい目に突き出た歯とグロテスクな顔の持ち主だが、その外見に反して気さくで心優しい。首から第三の手を生やした姿で描かれることもある。整形外科が得意らしく、事故で顔がぐしゃぐしゃになった人間の手術を行った事もある。
モノクロ版アニメでは関西弁を話し、怪物くんを「ボンボン」と呼ぶ。カラー版アニメでは、怪物くんからは「博士」と呼ばれ、お供の3人組のことは「ドラキュラ君」「狼男君」などと呼んでいた。
ゴリラキング
声 - モノクロ版：西尾徳、カラー版：丸山裕子、水鳥鉄夫、鈴木清信、八奈見乗児
ゴリラ型怪物。円谷（つぶらや）博士に南の島から連れて来られたが、食費に困って捨てられた所をドラキュラが見つけた。初登場時ではゴリラの鳴き声のような声しかしゃべらなかったが、途中からしゃべれるようになった。
ガブロ
声 - カラー版：峰あつ子、西尾徳、青木和代、兼本新吾、長堀芳夫、井上和彦、宮村義人
ゴリラキング同様に円谷博士に南の島から卵の状態で連れて来られたが捨てられ、怪物くんが見つけたその卵から生まれた恐竜型怪物。ドラキュラからは「カバワニ」と呼ばれている。ゴリラキングと同時に出る話が多い。
アマゾンの半魚人
声 - モノクロ版：富田耕吉、永井一郎、カラー版：千葉繁、二又一成
怪物ランドの湖に住んでいる、人間と魚が混ざった姿の怪物。怪物ランドの湖は怪物屋敷の庭の池に繋がっている。怪物ランドの怪物調査官を務めており、怪物ランドでも未登録の怪物を調べに来ることもある。
原作とアニメでは姿が異なっており、原作とモノクロ版では全身緑色で痩せた体型、カラー版では全身紫色で太った体型。
ジョージ
声 - 安原義人
半魚人の知り合いのコバンザメ。金が大好物で特に小判には目がない。それ故に人々から小判を奪って食い荒らしていたが、怪物くんに懲らしめられ改心し、アマゾンへ帰っていった。
ノウルス（ノンビラス）
声 - モノクロ版：八奈見乗児、カラー版：相模太郎→緒方賢一、鈴木清信
食いしん坊でのんびり屋、頭は悪い（脳が留守＝ノウルス）が気のいい恐竜型の怪物。ヒロシは彼を同級生に見せて驚かせようと考えたが、世間に広まり大騒ぎになることを恐れて断念した。自身は目立ちたがり屋で、ひょんなことから怪獣映画に出演し好評を得た。一人称は「おら」。
外見は映画『フランケンシュタイン対地底怪獣』（1965年）に登場する地底怪獣バラゴンに似ており、劇中の映画「フランケンシュタイン対ガバゲボラ」のタイトルも含め同作品からの影響とみられる。『コロコロ』版以降および新作アニメでは「ノンビラス」に改名された。
ガメロ
声 - カラー版：緒方賢一
カメ型の怪物で甲羅にはトゲが生えている。海の副大統領になることを条件にグラゴンと組んでシーラカンスじいに対して反乱を起こしたことがある。
ガメル
声 - カラー版：高橋和枝
ガメロの遠縁に当たるカメ型怪物。人間界での芸能界デビューを夢見て上京したが、考え方のピントがずれている上に図々しい性格である。怪物くんはガメロンのミスの穴埋めにラーメン100杯を注文した上に騒ぎを起こさないよう怪物屋敷に匿った。ガメルはこの厚意を「大きな屋敷に下男4匹（怪物くん達のこと）を抱える身分になった」という手紙で親族を呼び寄せた。
ガメロン
声 - カラー版：丸山裕子
ガメルの兄。ガメルとは対照的に気弱で引っ込み思案な性格をしている。人間界でアルバイトをしているが、勤め先のラーメン屋で器を割って店主に叱られている。

フニャラ
声 - モノクロ版：野沢那智、カラー版：山本圭子
長い鼻でタコ人間のような軟体怪物。種族全体が怠惰な性格ですぐ居眠りしてしまう。ヒロシの学級に転入してきたフニャラの少年は父が種族の怠惰を直そうと入学させたというが、実はその父（声 - 八奈見乗児）も息子が就職できれば自分は怠けられると考えただけだった。アパートが大槌を持った地上げ屋に打ち壊されそうになった時、少年は怪物くんからの父を貶す言葉で発奮、地上げ屋を撃退して自分でもやる気を出せる事を自覚した。
クローばあや
声 - モノクロ版：野沢雅子、カラー版：堀絢子
ゴーリキ家に仕える女中。怪子のわがままにいつも頭を抱える苦労人。九官鳥に化けて飛ぶことが出来るが、そのままの姿でも飛ぶことが出来る。
デカメロ
声 - カラー版：仁内達之
怪子ちゃんのお付きで黄色い顔と出っ歯が特徴の怪物。
トンコレラ
声 - カラー版：長堀芳夫
こちらも怪子ちゃんのお付きで、ピンクの顔と大きな口をしている怪物。怪子ちゃんを探している最中に空腹で弱っていたところをヤクザに助けられ、彼らの用心棒になるも、とっさに怪子ちゃんの方へ寝返りヤクザたちを息で吹き飛ばした。
グリムばあさん
声 - モノクロ版：麻生みつ子、カラー版：峰あつ子、山本圭子
9999歳の魔法使い。普段はドイツに住んでいるが、日本を何度か訪れ、怪物くんの危機を救う。怪物くんに「魔法のほうき」を与えたり、デモーニッシュとの戦いで危機に瀕した怪物くんを救うなど、怪物くんにとっては魔法の師といえる存在。優秀な弟子を多数輩出しており、特に一番弟子のサタンは天才と謳われたが、のちに悪魔に魂を売り渡したため破門した。魔法で人間の大きさを変化させることもできるが、魔法と科学とは異質な力であるため、科学技術を用いて小さくされた人間を元に戻すことはできない。
郵便屋コンドル
声 - カラー版：井上和彦、加藤修、肝付兼太、峰あつ子、二又一成、鈴木清信
怪物ランドからの郵便物を届けに来る。
グラゴン
声 - カラー版：千葉繁→相模太郎→鈴木清信
巨大なクラゲ型の怪物。肢を絡めての電撃が得意。シーラカンスじいに対して反乱を起こしたことがある。
怪物学院の先生
声 - カラー版：槐柳二
怪物くんの学生時代の先生。雪男のような風貌をしている。歳のせいで耄碌しており、怪物のお面を被ったヒロシを怪物くんと勘違いしていた。
ハニワくん
声 - モノクロ版：太田淑子、カラー版：菅谷政子
本名：埴輪 進（はにわ すすむ）。ヒロシの通う小学校へ転校生としてやって来た同級生。埴輪そっくりの少年だが、その正体は日本の怪神の化身。生真面目で正義感が強く、融通が利かない。怒ると特撮映画『大魔神』に登場する阿羅羯磨に酷似している巨大な怪神に変身する。怪物くんらとは対立関係にあったが、一騎討ちののちに和解。
馬毛野先生（ばけのせんせい）
声 - カラー版：八奈見乗児
蝋人形作りの専門家。担当声優が八奈見氏の為か、ボヤッキーみたいなしゃべり方をする。体中が毛むくじゃらでベロにも生えている。オオカミ男をモデルに蝋人形制作にかかるが、思うようにできずついにはオオカミ男当人を蝋で固めて作品にしようとした。それが怪物くんにばれて怒りを買い、馬毛野自身が固められて人間蝋燭になってしまう。作中では怪物と明言されていないため怪物かどうかは不明。
ゴールドフンガー
声 - モノクロ版：雨森雅司、カラー版：勝田久
全身が黄金でできている怪物。普段は、山の中に住んでいる。ナイフで身体の一部を削って（痛みやダメージはない様子）金銭代わりにすることもある。初期の頃は方言のような訛りでしゃべっていたが、再登場では敬語でしゃべれるようになった。
透明人間
声 - モノクロ版：山田康雄、カラー版：田中崇
怪物ランドの情報機関「M・B・I」の一員。裸になると透明でどこにいるか分からないため、普段は服を着て手袋をはめ、顔にサングラスと包帯を巻いた姿をしている。語尾に「～デス」をつけて話す。
ホラ貝ホーラ
声 - モノクロ版：大平透、カラー版：八奈見乗児
貝の王子様を自称しているが、実は詐欺師。「カイな～」のついた関西弁で話す法螺貝怪物。いびきは「ボー」。特技はホラ吹き。
ヤドカリ怪物
貝がら城の秘宝を盗み、ホーラを隠れ蓑に地上へ逃げて来た。彼を捜しに来たK・K・Kの刑事たちによりホーラは身分詐称が発覚し、怒った怪物くんが舌を抜こうとホーラの口に手を入れたことで捕まえられた。
ポルターガイスト
声 - カラー版：柴田秀勝
家にとりつき中の物体を念力で動かす霊。本作ではローブを纏ったような形で頭が家の屋根に似た影という姿。退屈していたところ、散歩中に家に入ってきたドラキュラを脅かし、話を聞いて来た怪物くんと念力合戦になる。興奮した怪物くんが家を全壊させてしまい、宿無しになった彼は怪物屋敷に下宿する。
カラーアニメではその後、見世物のお化け屋敷に移住し存分に客を脅かした。
八郎（はちろう）
声 - カラー版：峰あつ子
太古（たこ）博士が普通のタコを薬物投与で変異させた「空飛ぶタコ」。博士は空輸手段として開発したが、博士と八郎は親子同然の情が通っている。太古博士のライバル須留目（するめ）博士に騙された怪物くん達に捕らえられたが、騙されたことに気付いた彼らに救出された。その後、太古博士を金銭面で手助けするため遊園地にアルバイトとして通い、観覧車の動力源として働くようになった。
パック
怪物大王が怪物くんへ贈ったバクの怪物。前に立った人の見たい夢を見せる能力を持っており、また自らがイメージした夢を見せることも出来る。ヒロシは亡き母の夢を見せてもらった。
ミイラ男
声 - モノクロ版：八奈見乗児、カラー版：飯塚昭三、蟹江栄司
全身包帯巻きの大男。エジプト式の骨接ぎ法を体得しており、手法は荒っぽいが抜群に効く。同名のプロレスラー（顔が可愛過ぎるので包帯で隠している）と間違われて人間のプロレスに出たり、人間の接骨医を弟子に取ったりしたことがある。
ミスター・スケルトン
声 - カラー版：上田敏也、二又一成
骨格だけの怪物。ダンサーとしてテレビ番組に出て有名になることを夢見て人間界へ来た。その不気味な姿は人間には不評だったが、深夜の放送局を使って怪物向けに放送することで夢を叶えた。
ポッポ・ジョーロ（カラー版ではモナサン）
声 - モノクロ版：堀絢子、カラー版：杉山佳寿子
人語を理解できるネズミ型（カラー版ではタヌキ型）の怪物で子供向けのTV番組に出たことで子供たちの（怪物くんやヒロシも）ファンが多い。ドラキュラとは、知り合い同士。
サルー酋長
声 - カラー版：水鳥鉄夫、津村隆
地底に住む猿人たちの長。地底世界に迷い込んだヒロシを保護した。その後、キョーダイゴンを仲直りさせるよう怪物くんに頼む。
カイシャーン
声 - カラー版：雨森雅司
怪物ランドのカメラマン。怪物大王の命令で怪物くんの様子を見に来た。弟子は取らない主義であるが、必死に頼み込んできた人間のカメラマンを一時的に弟子にした。語尾に「～シャーン」をつけて話す。
ゴロニャーン
声 - カラー版：滝口順平
ピンク色のペット怪獣。牛ほどの巨体だが人懐っこく泣き虫。猫が好きで仲間に入りたがっているが、怖がられて逃げられてしまう。ヒロシのアイデアで猫耳に見立てたリボンを着け、また猫達をいじめたキザオの犬を追い払った事で猫達に懐かれた。
風のマタクル三（かぜのマタクルゾウ）
声 - カラー版：北川智絵、川島千代子
風の怪物タイフーンの息子。基本的には眼部の姿であるが、人間体のときは目をイメージした顔に虎縞のパンツを履いた子供の姿。大事にしていた風の団扇をヒロシに出会って貸した際、ヒロシはうっかりマタクル三を扇ぎ飛ばしてしまい、団扇を盗られたと思い込んだ父親は暴風を起こし暴れた。
スーパーファミコン用ソフト『ドラえもん のび太と妖精の国』に同名の敵キャラクターが登場するが姿形が異なっており、背中に付いている団扇を羽根代わりにして空を飛ぶ。
ドタマカチン
声 - モノクロ版：加藤精三、カラー版：徳丸完
岩石怪物。人間のプロレスに飛び入りし、優勝者を倒してベルトを奪う行為を繰り返した。体は無数の小石で組み上がっており、衝撃でバラバラになってもすぐ復元できるが、心臓（ハート型の石）にひびが入ると復元できない。
お化けヒラメ
声 - カラー版：緒方賢一
ドラキュラが海岸で見つけた空飛ぶ巨大ヒラメ。保護色で隠れることができ、上に乗った者が知らずにこのヒラメを傷付けると絨毯が丸まるように巻き込んで絞ってしまう。ドラキュラはこの釣果を自慢したかったが、屋敷で暴れて置けなくなったので魚拓を取った。
キングペンジン
声 - カラー版：雨森雅司
ペンギンが進化して知性を持った怪物・ペンジンの王。南極観測や観光で住処が荒らされる事を抗議しに来日した。
ペング
声 - カラー版：山本圭子
ペンギンが進化して知性を持った怪物であり、キングペンジンの部下。
カビラ
声 - カラー版：木原正二郎
カビの怪物。初め小さな「カビのもと」の状態で歌子が買って来たケーキにくっついて怪物くんの腹に入り、彼の顔をカビだらけにした。吐き出された後に台所の湿気で成長、カビの巨人と化して暴れる。触れるとカビを移されるので手が出せなかったが、怪物くんがドライヤーに化けて乾いた風を吹きつけ、カビを枯らした。
セミラ
声 - カラー版：緒方賢一
巨大なセミの怪物で自称「セミの王」。人間がセミ取りに夢中になっていることに憤慨して逆に「人間採集」を始めた。
疫病神
声 - カラー版：二又一成
正確には怪物ではなく邪神。外見は黒いマントをつけた老人のような姿の男で、骸骨を連想させる顔つきをしている。憑依した者の元気を吸い取り、その者にあらゆる不幸をもたらす。憑依された者の手が他者に触れると、それまで憑いていた者からは離れ、その者はその時点で解放され、今度は触れた相手に憑依する。憑依した者が触れた対象が家の場合は、憑依した者を離れて触れた家に憑依し、住人達全員に不幸をもたらす。憑依した者からの力づくでの物理的攻撃は殆ど通じないほどの力を持ち、一見普通の生物や怪物からは不死身かとも思われるが、福の神や仏などが天敵で、それらの幸福に包まれた気と、神仏に守護されている状態の人間や生物には、触れただけで極度に苦しみながら弱体化し、その気配と力に全身を覆われると消滅してしまう。
プカドン先生
怪物ランドの音楽家。鼻はラッパ、腹は太鼓、頭に鐘が付いている。音楽のセンスが良く、キザオ、アコと一緒に楽器演奏をするためドラムの練習をしていたヒロシを指導しながら、怪物くん達を魅了する即興音楽を披露した。ただし、いびきと歯軋りは別で、カラーアニメ版では屋敷の外を走っていた暴走族を撃退した上、衝撃波で怪物屋敷が崩壊してしまったほど。名前の由来はディズニーアニメのタイトルプカドン交響楽（日本語タイトル）から
ピーコック
声 - カラー版：青野武
半人半孔雀。怪物ランドで有名なファッションデザイナー。オオカミ男の普段着を高く評価した。
マンモスラ
声 - モノクロ版：及川広夫、カラー版：和久井節緒
ネッシーのような体形にマンモスのような牙と体毛を持つ怪獣。大昔から根須湖の山向こうで静かに暮らしてきたが、偶然根須湖に迷い込んでしまい、写真に取られてしまった。性格はおとなしくのんびり屋。
ドラン
声 - モノクロ版：野本礼三、カラー版：井上和彦
マンモスラの仲間で根須湖に迷い込んだ彼を迎えに来た翼竜型の怪物。口から衝撃波を放ち、ヘリコプターをも分解する。
ドクター・イエス
声 - モノクロ版：立壁和也、カラー版：津村隆
ドクター・ノオと同じく怪物の医師だが、金のためなら何でもイエスと言うため同業者からは嫌われている。怪物ランドでは違法とされている人間への整形手術を売りにして金儲けを目論んだが、中途半端な手術のせいで元の姿に戻った３匹の怪物たちが病院に抗議に押しかけて来て病舎が崩壊してしまった上、瓦礫の中から怪物くんに渡されたダイヤ（石を変えた偽物）を探したが見つからなくて嘆いた。
怪物亭（かいぶつてい）ナンジャモンジャ
声 - モノクロ版：神山卓三、カラー版：峰あつ子、水鳥鉄夫
落語好きの怪物。巨大な花びらがついており、顔を覆うことで表情を変える顔芸を得意としている。人間の落語家に弟子入りし、後に大スターとなるが、それを鼻にかけて高慢な態度をとったため、怪物くんの怒りを買い、花びらを全部むしられてしまう。
干し首男
声 - カラー版：兼本新吾
南米アマゾンに住む怪物。半魚人からの紹介で怪物屋敷にやってきた。目に付くものならなんでも干し首にしようとする悪癖がある。
死神将軍
声 - カラー版：上田敏也
ドクロ顔の怪物。モンスター部隊を組織して人間界征服を目論んだ。怪物くんを人質に取ろうとしたがあえなく失敗、ジラゴに踏み潰されたあげく怪物くんのパンチ1発でばらばらになってしまった。
アイスマン
声 - カラー版：徳丸完（TV版）、千葉繁、はせさん治、鈴木清信（映画版）
氷柱型の怪物。元々北極に住んでおり、東京見物のために来たが、暑さで苛ついて出会った人間や動物を凍らせて暴れ回ったが怪物くんと戦って大火傷を負わされた。
映画「怪物ランドへの招待」ではより人間型に近い別個体が数体登場、雪山で凍った怪物くん一行を見つけ暖かい所へ運んで助けたが、戦怪族に襲われ溶けてしまった。
戦怪族
声 - カラー版：加藤清三（ボス）、玄田哲章（リーダー）
火の山に住む集団怪物。黒い鎧を着たボスと銀の鎧を着たリーダー、一つ目の部下たちで構成されている。火の山に入りに来たものは誰であろうと侵入者と見なし襲ってくる。怪物くんたちも構わずに襲うが、最後は大王に変身した怪物くんに降参した。
ゴーレム
戦怪族の守護神で巨大な岩の怪物。長きに眠りについていたが、戦怪族によって目覚めた。怪物くんの念力を物ともしないほどの怪力で追い詰めるが、最後は大王に変身した怪物くんに負け粉々に砕け散ってしまった。
キョーダイゴン
声 - モノクロ版：富田耕吉、増岡弘  カラー版：広瀬正志、野島昭生
岩石状の身体に頭が2つある地底怪物。この2つの頭は兄弟だが仲が悪い。タレ目が兄でツリ目が弟。兄はのんびり屋で、弟は短気。兄弟喧嘩の延長で暴れ出したが、怪物くんに身体を分離してもらい仲直りした。
ハエ男
声 - カラー版：たてかべ和也
ハエの頭を持つ怪物。ハエを叩いた人間に報復し、コレラ、チフス、ペストの菌が混じった息を吐きかける。実は不潔な生活をしていた人間が変化したもので、消毒液を飲まされて元に戻る。
木人（きじん）ウドー
声 - モノクロ版：塩見竜介、カラー版：今西正男
森の王。伐採された他の木の仇を討つために、森に踏み込んだ人間に樹液をかけて木人に変える。怪物くんの足を樹液で木に変えるが、キツツキに顔を変えた怪物くんにつつかれ降参した。
ドタドン
声 - カラー版：宮村義人
豚人間の怪物。怪物お手伝い協会に所属する料理人で一時帰省しなくてはならなくなったオオカミ男の依頼で怪物屋敷にやってきた。料理の腕は一流で、特にトンカツは絶品だったが、その肉はなんと自分の腹の肉をくり抜いたものだった。
砂魔人
声 - モノクロ版：八奈見乗児、カラー版：加藤修
砂の怪物。姿を自在に変えることができ、またどんな隙間からでも自在に部屋に入り込むことができる。打撃技はまったく通用しないが、石膏液をかけられて固められた。
原作およびモノクロ版では悪人で最後は見世物にされるオチだったが、カラー版では善良な怪物として描かれており田舎に帰る途中で市川家に尋ねようとしたところを怪物くんに市川姉弟を襲ったと勘違いされ事情を説明したことで、彼の意見に同情した怪物くんにドクター・ノオに田舎に送らせるよう頼む。
蚊男モスキートマン
声 - モノクロ版：永井一郎、カラー版：村瀬正彦
半人半蚊。ドラキュラと同じように血を好むが、ドラキュラの血を吸ったときはなぜか腹痛を起こした。飛行能力も有しており、スピードはドラキュラを上回る。怪物くんに退治された後、血液銀行に強盗に押し入った。
ネムール
声 - モノクロ版：神山卓三、カラー版：峰恵研
悪人の寝言と悪夢から生まれた怪物。体は相手を眠らせる眠りガスで出来ている。眠っている人に乗り移ることが出来る。
サカゲラ、コケラ
声 - カラー版：峰恵研（サカゲラ）、緒方賢一（コケラ）
怪物温泉にいた2匹の怪物。サカゲラは客を洗う妖怪で石鹸が好物、コケラは風呂嫌いで体中にコケが生えている。温泉の主人に扱き使われており、原作では主人の手荒な真似に怒った怪物くんに洗われ黒い水が出るというオチだったが、カラー版では怪物くんが怪物仲間を呼んで懲らしめられ改心するといオチとなった。
雪こぞう
声 - モノクロ版：堀絢子、カラー版：千々松幸子
ヒマラヤ山脈の雪男と雪女の息子。顔の輪郭は雪の結晶、目鼻立ちは雪だるまに似ている。ポンポン（小さな飾り玉）のついたスキー帽にサングラスをかけ、厚手のコートを着込みマフラーをして、手袋にピカピカのゴム長靴を履いている。東京見物をしに、大きな荷物（リュックの中身は冷蔵庫）を背中に背負って家出してきたが、最後は親が迎えにきて連れて帰る。世話になったお礼に、除夜の鐘から年が替わる間に雪を降らせ、市川家と怪物主従に「雪のお正月」をプレゼントした。
コンドル魔人
声 - カラー版：山田俊司、津村隆
幼い頃から鳥に憧れ続けた男が変身した。鳥に味方すれば鳥の仲間に入れて貰えると考え、鳥をいじめた人間を攻撃する。
ウラニドン
声 - カラー版：上田敏也
天才少年のアトム博士（はかせ）が開発した、ウラニウムに生えたカビが変異した怪物。一つ目の赤いキノコ雲のような姿。アトム博士いわく「世界最強の怪物」。あらゆるエネルギーを吸収し、攻撃を受ければ受けるほど大きくなっていく。アトム博士の言うことだけ聞くが、調子に乗った博士が自衛隊演習場に持ち出したところ、攻撃を受け過ぎて制御不能なほど巨大化してしまった。アトム博士に化け巨大化した怪物くんの命令で元に戻る。
ペラペーラ
声 - カラー版：羽佐間道夫
3枚舌を持ち、目、手、足も3つずつある怪物。怪物俳優を自称するが今までに舞台やテレビに出たことは無いとのこと。怪物芝居コンクールの練習をしていた怪物くんたちの元へ半ば強引に参加する。怪子ちゃんの要望で「白雪姫」をやる事になったが、彼女と怪物くん（白雪姫と王子の役）に無断でアレンジ、七人の小人を侠客風の主役にし王子をやられ役にしたため観客の怪物達を怒らせてしまった。またヒロシのクラスの劇（「小公子」でヒロシが主演）を見学した際、大団円の場面で「喜びを表すには腕2本では不足、3本広げるべき」と人間界の常識を逸脱した口出しと実演をし、偽の腕だという怪物くんのフォローも虚しく3本足や素顔まで晒してクラス全員を気絶させた。
ロドン
声 - カラー版：加藤修
怪物芸術家。怪物大王の像を作りその中に家族を住まわせていた。魂を込めた彫刻は命を持つという信念を持っており、実際に怪物大王の像の目も動いた。
ロダン
声 - カラー版：つかせのりこ
ロドンの息子。人間に姿を変えることがすることができ、ヒロシのクラスに転入してきた。父親と同じ信念を持っており、命を持ったオオカミ男の像を作ったが、暴走させてしまった。
ゴーゴン
声 - モノクロ版：加藤みどり、カラー版：山田栄子
歌声は美しいが、顔がひどく醜い女怪物。怪物としても醜すぎて彼氏が出来ない事を恨み、歌声で人を引き寄せて目から放つ化石光線で固まらせる（解除させるにはもう一度光線を浴びる必要がある）。怪物3人組を引き寄せて固まらせて蝋燭スタンドやソファー代わりにした。その後助けに来た怪物くんを固まらせ、さらに怪子ちゃんを固まらせようとしたがかわされてしまい、光線の流れ弾で戻った男達が怯むほどの大格闘戦になった。
モーグリ族
声 - カラー版：飯塚昭三（隊長）、津村隆、永井一郎、兼本新吾、鈴木清信
地下深くに住む地底人。高い科学力を持っており、地表近くに地上侵略のための前線基地を作り上げた。弱点は強い光で基本的にサングラスをつけている。
エレキドン
声 - モノクロ版：西尾徳、カラー版：小山茉美
雷怪物の子供。父親と喧嘩して家出をし市川家にやっかいになろうとした。雷鳴と電撃光線が武器で一度は怪物くんをKOしたほど。他にも電球を口にくわえると明かりをつけることができ、さらに鼻がコンセントになっているので電化製品を使うことができる。
モンストロ
声 - カラー版：富田耕生
怪物保険の訪問員。死んだものを生き返らせる風呂敷を持っている。最後に交通事故死するが、自身は保険に入っていなかった。カラーアニメ版ではデモーニッシュの幹部悪魔として登場、怪物たちが保険金目当てに自殺することをもくろんで保険に強制加入させたが、結末は前述どおりになってしまった。
モジャオ
声 - カラー版：峰あつ子
マリモの一種であるヒゲマリモの怪物。住処の沼に怪物くんたちが釣りに来た際、風で髪が乱れた怪子ちゃんに一目惚れして釣り上げられ、彼女を「モジャコ」と呼んで求婚する。
怪盗カメレオン・マン
カメレオン怪物。長い舌とカメレオンのように姿を消すのが得意。黄金の恐竜を盗んだ。最初は、怪物くん達は怪盗であることを知らなかったが、最後は、それがばれ逃げ出した。ただし、盗んだものが丸見えだったため、怪物くんに見つかり、逮捕された。
プワプワ
声 - カラー版：山本圭子
クジラ状の怪物。別名を「飛行船怪物」というように空を飛ぶ（というよりは浮かぶ）ことができる怪物。人語は解さず「プワプワ」としか話せない。
ビンの中の巨人
声 - カラー版：緒方賢一
もともとはアラビア大魔術団の花形スター。ビンの中に住んでおり、ビンから出すと願い事を3つも叶えてくれる。夢は何者にも束縛されず自由になること。怪物くんの3つ目の願いで自由になり、何でも言うことを聞くようになった。
アクネーン
声 - カラー版：たてかべ和也
黒煙のような姿の悪念怪物。ドクター・ノオが人間や怪物の悪念を吸収して善良にする「吸悪銃」を発明したが、怪物くんが試射し過ぎてタンクが破裂、溢れた悪念から誕生した。巨人の形や、悪念の持ち主達の顔が入り混じった形をとる。街に出て人間達の悪念を吸収、更に巨大化して暴れたが、念の塊に変身した怪物くんに取り押さえられ、「吸悪銃」の大型版「吸悪大砲」で吸収される。その後、悪念を元の持ち主達が少しずつ吸うことで分散消滅した。
イーグルマン
声 - カラー版：飯塚昭三
ゴーリキ公爵家の使用人。逞しい体格の鳥人。
シシオン
声 - カラー版：上田敏也
ドラゴンじいさん
声 - カラー版：槐柳二
アメーラ
声 - カラー版：兼本新吾
固体犬
ヤマガーミ
声 - カラー版：槐柳二
ガラヤン
声 - カラー版：辻村真人
ダスヤン
声 - カラー版：津村隆

## 悪魔
正式名称「悪魔組織デモーニッシュ」。怪物たちとは長年にわたって対立している種族。人間界へ混乱をもたらすことも多々ある。一見、人間の姿をしている。
デモキン
声 - モノクロ版：喜多道枝、カラー版：山田栄子 演 - 松岡昌宏
本名：プリンス・デモキン。悪魔ランドの王子。本来怪物族と悪魔族は敵対していたが、デモキンは怪物大王に呪いをかけた悪魔組織デモーニッシュの首謀者で父の悪魔王デーモンに一人反発し、悪魔ランドへ乗り込んで来た怪物くんを案内し呪いを解かせ、怪物大王を憎む父を改心させる。これを切っ掛けとして時々人間界へ遊びに来るようになるが、怪物くん以上の世間知らずのためによく騒動を起こす。学研発行の『トップラーン』にて、デモキンを主人公にした『プリンスデモキン』というスピンオフ作品が連載された。
性格は短気で前述のように世間知らず。その一方で義理に厚いなど怪物くんとの共通点が多い。
ドラマ版では服装と設定が大幅に変更されており、ギャグ的要素は皆無で純粋に冷酷非情な悪役として描かれている。最終回にて怪物くんとの一騎討ちに敗れるが、怪物くんによって説得された事である程度は改心したようで、自らが手をかけたデモリーナの亡骸を引き取り、必ず復活させる事を約束していた。SP版では再登場を果たし、デモリーナと共に怪物くんの前に立ちはだかるが、これは怪物大王が怪物ランドの装置によって作り上げたものであり、当のデモキン本人は悪魔界において人間の欲望を使わずにデモリーナを復活させる方法を模索していたが、終盤で欲望を集めることを決意する。
映画にも登場し、怪物くんたちよりも先にカレーの王国を訪れ、そこで岩石男に王になることを手伝うことを条件に協力関係を結び、ダイヤを欲しがるというカレーの王国の人間の欲を使い、ついにデモリーナを復活させることに成功させる。復活したデモリーナから自身の行いを非難されてしまうも、本人は「何と言われようが構わない」と言い、それ以上はカレーの王国の人間の欲望を集めずに、デモリーナに悪魔界に伝わる永遠の愛の証の婚約指輪を渡し、プロポーズをする。その後、カレーの王国に怪物くんが訪れていると知った岩石男から、「怪物ランドのプリンスを共に始末し自身を王にするよう」に言われるも、「王になりたければ勝手になるがいい」と約束を反故にして突き放したことから岩石男の怒りを買い、復活させたデモリーナを殺されてしまう。その後は岩石男と怪物くんとの戦いに参戦、怪物くんと共に力を合わせて岩石男と戦い、怪物くんの勝利を見届けると姿を消した。
悪魔大王デーモン
声 - カラー版：塩見竜介、声 - CR：高木渉
デモキンの父親ですべての悪魔の王。超能力のパワーは怪物くんや怪物大王より上。
ドラマ版には登場していない。
タイガー
声 - カラー版：渡部猛
デモキンのおつきの一人。一見するとただのおじさんのように見えるが、酔うと性格が変わり虎に変身し、大暴れする。その悪酔いぶりはデモキンもあきれるほど。名前の由来は「猛獣の虎」と「酔った人のトラ」から。
ブラックベア
声 - カラー版：村越伊知郎
デモキンのおつきの一人。名前はブラックだが、どちらかと言えばシロクマのような外見をしている。
ギラー
声 - カラー版：加藤精三
デモキンのペンダントを狙う悪魔たちのボス。
グロン
声 - カラー版：山田俊司
ギラーの子分。カラスに変身できる。
サタン
声 - モノクロ版：内海賢二、カラー版：宮内幸平
グリムばあさんのかつての一番弟子だが、悪魔に魂を売って破門された。魔法塾を開いて人間の子供を生徒として勧誘するが、普通の人間に術を教える事は怪物憲法で禁止されており、サタンの本当の目的は魔王デーモンに子供の心臓を捧げることだった。怪物くんがサタンを攻撃するとデーモン像に捕らわれたヒロシもサタンと同じ目に遭うので手が出せなくなってしまうが、駆けつけたグリムばあさんの出した十字架に触れると塵となって滅びた。
ミスターシャドウ
声 - モノクロ版：内海賢二、カラー版：辻村真人
デモーニッシュの幹部。元は影であり、大悪魔によって実体となった。影を立体化させる能力があり、さまざまな影を実体化させて挑んだ。
マジックペンシル
声 - モノクロ版：永井一郎、カラー版：大木民夫
デモーニッシュの幹部。描いたものが実体化する鉛筆が武器で、怪物くんと怪物3人組の偽者を描いて戦わせて消耗したところを倒そうとしたが、失敗した。
アシュラン
声 - カラー版：平井道子
デモーニッシュの幹部でインド人風の女悪魔。言葉の話せない者に、言葉を話せるようにする。フランケンに、言葉を話せるようにしたが、一時的だけだった。最後は、怪物くんたちに倒された。
カラーアニメ版ではフランケンに言葉を話せるようにした代わりに怪物くんの弱点を聞き出す。怪物くんに敗れた後、戦いの巻き添えで重傷を負った子犬を助けてほしいとフランケンに頼まれ、彼の言葉は元に戻ることを条件に願いを聞いた。
ミスタードール
声 - モノクロ版：内海賢二、カラー版：大竹宏
デモーニッシュの幹部。人形を自由自在に操り犯罪を起こさせ、また攻撃すれば本人にダメージを与える人形を作ることが出来る。本体は腹話術の人形のような姿だが、それを欺くために人型サイズの人形を本体のように見せている。
ミスターキャンドルマン
声 - モノクロ版：内海賢二、カラー版：辻村真人
デモーニッシュの幹部。寿命を失ってしまうロウソク、「死のロウソク」を持っている。これで、怪物くん達を苦しめるが、怪物くんの念力で火が消えてしまい、挙句に頭のロウソクの炎を大きくされてしまう。
シャボンアワール
声 - モノクロ版：富田耕吉、カラー版：加藤修、CR：島田敏
デモーニッシュの幹部。人間を閉じ込めて夢遊状態にするシャボン玉が武器でこれを使って人間のやる気をなくさせることが目的。シャボン玉は自身が持っている特殊な針でしか割ることができないが、それを怪物くんに奪われてしまい最後は自らがシャボン玉に閉じ込められてしまった。
メフィスト
声 - モノクロ版：東美江、カラー版：吉田理保子
デモーニッシュの幹部。美少年に化けてヒロシのクラスに転校してきて、ヒロシにサタン帽を渡し自らの僕とするために契約書にサインを書かせた。サタン帽は目深にかぶることによって怪力を発揮できるようになり、また相手かまわず殴りたくなるという特性を持っている。最後は正気に戻ったヒロシに吹っ飛ばされた。
マダン
声 - モノクロ版：八奈見乗児、カラー版：加藤修
怪物ハンター。怪物の殺し屋とも呼ばれている。その正体はデモーニッシュ所属の悪魔で、怪物くんが作った十字架に負けて倒された。
フータン
声 - モノクロ版：富田耕吉、カラー版：上田敏也
デモーニッシュの幹部。熱帯魚店からピラニアを盗み出して改造を施してピラニア半魚人を作り出し、人間を襲わせようと企んだ。
マスクフェレス
声 - モノクロ版：田の中勇、カラー版：蟹江栄司
デモーニッシュの幹部。かぶると身も心もかぶった怪物となってしまう肉付きの面を売り、怪物の評判を落とそうとした。
ミラー
声 - カラー版：永井一郎
デモーニッシュの幹部。「サタンミラー」を配り歩いて、人間界に混乱を巻き起こそうとした。目は前髪によって隠れているが、攻撃時は前髪が上がる。電撃二丁鏡の光線でオオカミ男を撃退したが、鏡に変身した怪物くんに敗北する。その後、怪物くんと共にサタンミラーの回収に回った。
サタンミラー
ミラーが配り歩いていた手鏡。見る者を美しく見せ、回を追うごとにより美しく見せるが、それとは対照的に本人の顔は醜くなっていきついには二目と見られぬ顔になってしまう。顔を元に戻すにはサタンミラーを割るしかない。

ラ・クカラチャ
声 - モノクロ版：野本礼三、カラー版：長堀芳夫
デモーニッシュの幹部。ゴキブリ使いで特殊なラッパを使ってゴキブリを自在に扱うことができる（彼の名はスペイン語でゴキブリを意味する）。原作では怪物くんの帽子の中が気になってノイローゼになりそうになっていた。カラーアニメでは巨大ゴキブリを操って怪物くんと戦わせるが敗れ、ゴキブリ予防の掃除にこき使われた。
マルボン
声 - モノクロ・カラー版：沢田和子
デモーニッシュの幹部。怪物軍隊を作って騒動を起こし、怪物の評判を貶めようとした。首を外す事ができ、高速で相手に頭突きをかける「弾丸ライナー」が最大の武器。部下に、巻きひげ殺法を使う巻き毛（声 - カラー版：玄田哲章）やトゲミサイルを発射するトゲトゲ（声 - カラー版：長堀芳夫）らがいる。
ブラックバット
声 - カラー版：峰恵研
コウモリの悪魔。父親の見舞いのため怪物ランドに帰ったドラキュラの代理として怪物屋敷に入るが、その目的は怪物くんの暗殺。しかしやることなすこと全てが裏目に出てしまい失敗した。カラー版ではデモーニッシュ幹部養成学校の落ちこぼれとして登場。悪魔に生える角がないということで怪物に成りすましての怪物くん暗殺を命じられる。
マジョリカ
声 - カラー版：片岡富枝
デモーニッシュの一員の老婆。通行人に「夢見るリンゴ」を食べさせ、美女に出会う夢を見せて堕落させようという計画を立てていたが、それを知った怪物くんにリンゴを食べさせても念力「夢破り」で目を覚ました彼に大空に投げ飛ばされた。
ブードー
声 - カラー版：緒方賢一
ドードー教の教祖。ゾンビたちを部下にしている。
黒マントの老婆
声 - カラー版：山本圭子
デモーニッシュの一員の老婆。ヒロシに人食いバラ「リップローズ」を与えて、多くの人間や怪物くんたちを襲撃しようと企んでいたが失敗に終わった。また、彼女自身も目立った活躍をしなかった。
パリロン
声 - 峰恵研
デモーニッシュの幹部。人間界でハッケイとともに怪物占いを営み、人間たちを占った。また占いに来たドラキュラをハッケイに食べさせようと企んだが怪物くんに成敗された。
ハンニャラ
声 - 阪脩
デモーニッシュの幹部。呪い人形を使って相手に呪いをかける。

## 宇宙怪物
ベラボー怪星人ベム（後述）や宇宙怪物軍、宇宙怪物スパイ組織BEMのように地球侵略を企む怪物達が多く存在する一方、それ以外の目的の怪物も存在する。
ベラボー怪星人ベム
声 - モノクロ版：堀絢子→永井一郎、カラー版：大竹宏→八代駿
地球を征服するため、ベラボー星から一つ目の円盤に乗って来た宇宙怪物。ハンプティ・ダンプティのような卵型の胴と頭、一つ目にタコの漏斗状の鼻といった容姿。怪物くんに何度敗れても懲りずに現れる。モノクロアニメ版ではベラボー星の王子という設定。怪光線で相手を、頭でっかちの格好悪い姿にしてしまう。
ビッグ・アイ
声 - カラー版：加藤精三
宇宙怪物軍の総統。地球征服の前哨戦として怪物ランド征服をもくろんだ。顔は大きな一つ目だけがあり、胴体には電飾がある。カラーアニメ版ではより悪辣で宇宙連邦議会で地球怪物が宇宙征服を企てていると虚を報告したり、それが元で追放処分を受けると今度は怪物くんと怪物大王の抹殺を企ててヒロシを人質に怪物くんと大王を戦わせようとした。
ウル・マッスル
声 - モノクロ版：八奈見乗児、カラー版：峰あつ子
ソー星出身の宇宙怪物。宇宙旅行中に怪物屋敷を訪れ、丁度行われていた怪物運動会に飛び入り参加。普段は卵形の身体に短い手足と鈍重そうだが、念力で筋肉を状況に合った形態に変更できる。その能力でオオカミ男以上の走力、半魚人以上の泳力、フランケン以上の腕力を発揮して三冠に輝いた。最後には、怪物くんに円盤ごと投げ飛ばされた。原作では、怪子に重量挙げの絵の題材にされるが、怪子が時間をかけ過ぎたため念力が切れて寝込んでしまった。
マイホ・ムー
声 - カラー版：蟹江栄司
ベムと共に地球人の奴隷を捕まえにやってきた。平屋の一戸建ての振りをしてベムが連れてきた人間を捕まえていったがベムに化けた怪物くんに人間をすべて吐き出されベムと共に逃走した。その本体は頭部が前述の平屋で胴体部分は数階建てのマンションのようになっている。口が非常に悪くベムに文句ばかりつけていた。
ビッグ・ハンド
声 - モノクロ版：大塚周夫、カラー版：たてかべ和也、CR：石井康嗣
四本指の手の姿をした宇宙人。ピンク色のボディで手の平に目が一つあるのが特徴。夕方に道端で怪物くんと戦って虫メガネで太陽光線を目に照らされ敗北して、警察署に捕獲されてそこの署長はテレビ出演するが、リポーターにリンゴを投げられたビッグハンドは目を覚まし檻とテレビカメラを破壊して警察署から逃亡して怪物屋敷に逃げ込みヒロシを人質にするが、家来たちの総攻撃に負けて、怪物くんは虫メガネで心を読んで事情を知り彼を匿い、次の朝ビッグハンドは自分が壊したドアを修理して書置きを残して自分の星へ帰った。
グルルーン
声 - カラー版：たてかべ和也、CR：高木渉
コスモキラー
怪物大王を暗殺しようとした宇宙怪物の殺し屋。仮の姿で騙し、怪物大王を倒そうとしたが、怪物くんによって倒された。
メーデル
コスモキラーの仮の姿。貝料理が好物（オオカミ男の嫌がらせで）。ヤドカリのような姿をしている。
アタマデン
声 - モノクロ版：中村正、カラー版：田の中勇
頭が脳みそのようにでかい宇宙怪物。空き地で番野が見つけた。宿題が書いてあるノートを食べさせると答えが出る。好物は難しい本。超脳波を出して相手にショックを与えたり、他者に乗り移ったりできる。世界征服を企み、怪物くんをも超脳波でノックアウトしたが、頭が空っぽのノンビラスには超脳波が素通りしてしまい、逆に踏み潰された。
ゴルゲン
声 - カラー版/CR：玄田哲章
ケン星から武者修行のためにやってきた宇宙怪物。手から放つレーザーリングと胸から伸びるトゲ（ミサイル槍）が武器。ドラキュラやノンビラスなどを倒したが、怪物くんに倒されて故郷へ帰った。
サボーラ
声 - カラー版：野本礼三
サボテン型の宇宙怪物。最初は手のひらに収まるほどの大きさだが、短時間で急成長して人間大になる。緑がない都市を好み、人間を襲っては栄養分を吸収する。モノクロ版ではBEMの下級怪物の一人だったが、なぜか出身はメキシコ。カラー版では汚い空気を好むため日本にやってきた、当初歌子によってケースにつながった。弱点は電流で最期は緑色の炎を発しながら消滅した。
コスモスノーマン
声 - カラー版：飯塚昭三
雪の怪物。コスモスノーマンはカラーアニメ版での名称で原作では単純に雪怪物と呼ばれていた。体が雪でできているため、バラバラにされてもすぐに元に戻る。ただし、雪だけに熱には弱い弱点がある。
イモンガー
声 - カラー版：島田敏
芋の宇宙怪物。怪物スパイ組織「BEM」のスパイで地球侵略のためウッドンガー、H2O号と共に地球に来た。白昼堂々モンスターカーで透明人間のホワイト号とカーチェイスを繰り広げ、蔓のような触手で警官を捕まえたが、最後は透明人間に捕まりMBIの本部へ連行された。
なお原作･カラー版では最初に捕まっていたが、モノクロ版では最後に捕まった。
ウッドンガー
声 - カラー版：飯塚昭三
木の宇宙怪物。木製の電柱に手足がついた姿をしており、アラマ荘の外で電柱のふりをして怪物屋敷やアラマ荘の様子を伺っていた。正体が露見して捕まったが、オオカミ男を騙して脱出に成功した。実は水を飲むと筋骨隆々になり巨大にパワーアップする事ができ、オオカミ男を騙したときにも水を飲ませて自力で脱出した。眠り花を咲かせて脱出した後台所で大量の水を飲み大木になってしまったが、最期は怪物くんに薪にされてしまった。
H2O号
声 - カラー版：峰恵研
液体怪物。ヒロシが買った料理酒の中に隠れて潜入する事に成功したが、真夜中にヒロシの布団にいたところおねしょと勘違いしたヒロシに電熱器を当てられて正体が露見してしまった。やけどで苦しんでいたところ、ヒロシの機転で冷蔵庫に閉じ込められてしまいそのまま冷凍化されてしまった。
イタズラー
声 - カラー版：松島みのり
プレイ星からやってきた子供の様な宇宙人。気まぐれかつ悪戯好きな性格で、変身能力で美女に変身してドラキュラを骨抜きにした。変身能力以外にも雷の卵や自身の透明化で怪物くん達を翻弄して怪物屋敷を乗っ取ろうとするが、怪物くんの念力扇風機の吹き飛ばしによって追い出された。
牙王ダイモン、手長怪物ハンドン、大口怪物マウスラ、大脳怪物ダイーノ、液体怪物ドリロ
声 - カラー版：ダイモン（玄田哲章）、ハンドン（二又一成）、マウスラ、ダイーノ（田の中勇）、ドリロ（長堀芳夫）
宇宙怪物軍。得意技はそれぞれ、胴締め、抱え込み、吸い込み、脳波攻撃、泥責め。ダイモンには体を回転してトゲを飛ばす攻撃もある。

## 妖怪
本作における妖怪たちは「日本産の怪物」と説明され、主に日本のコワイ山に住んでいる。
妖怪大王
コワイ山の大王。昔怪物ランドに留学したことがあり、怪物大王とも親交がある。怪物くん達と打ち解けた後、彼らの歓迎の宴会を開いた。
三つ目小僧
コワイ山で怪物くんが初めて会った妖怪。怪物くんに三つ目を見せたが、怪物くんが彼より目を多くしたため、三つ目小僧は怖がって逃げた。
大入道
一つ目の怪力持ちの大男で、三つ目小僧は弟。ビンの中の巨人と対決するが、互角でどちらともKO。
烏天狗
コワイ山の周辺上空を集団で飛び回っている。「色が黒い」と言われると怒りだす。
カラカサ妖怪
大入道の相棒。大入道を迎えに来た。
化け狐の親子
道に化けて、怪物くんたちを騙した。ビンの巨人のビンを壊してしまったため、巨人に痛めつけられた。やられた母の仇を取るために立ち向かってきた息子狐の根性に感心した怪物くんは、巨人に母狐を返させた。
妖怪カニモドキ
体も足も木でできているカニのような妖怪。オオカミ男を浚った。
餓鬼
10年間も修行をしていた老人妖怪。好物は人間の子供。怪物くんに騙されて、貝オバケに食べられた。
おんぶおばけ
体が石のように重い妖怪。石のような身体に大きなタレ目と口をしており、目が可愛い女の子に化けることができる。妖怪に誘拐された女の子を装い、もう歩けないと泣きながら怪物くんが背負うと、笑いながら正体を現してそのまま押しつぶそうとするが、怪物くんの念力で逆に押しつぶされた。

## ヒロシの同級生たち
アコちゃん
声 - モノクロ版：恵比寿まさ子、カラー版：潘恵子
優しくてしっかり者だが、時折気が強い所を見せる。ヒロシの憧れの女の子。一回だけ「夢見るりんご」を食べたヒロシと絶交しかけた。原作では怪物くんの正体を知らないが、アニメカラー版では終盤で知らされている（怪物くん自身も最終回で怪物ランドに帰る際に、アコちゃん、番野、キザオに人間界での友達としてよろしく伝えてほしい旨をヒロシに頼んでいた）。
番野
声 - モノクロ版：肝付兼太、カラー版：山下啓介→鈴木清信
学校のガキ大将。通称：番長。手下的な存在の男子が3人いる。ヒロシをいつもいじめているが、基本的に小心者である。怪物絡みでしばしば騒動を引き起こす。顔つきとスタイルはストーリーによって多少異なっている。
キザオ
声 - モノクロ版：堀絢子、カラー版：はせさん治
番野の腰巾着でいつも彼とつるんでヒロシをいじめるが、後で怪物がらみでしっぺ返しを喰うことがほとんど。裕福な家庭らしく、いつも自慢している。
先生
声 - モノクロ版：大山豊、カラー版：津村隆
ヒロシが通っている学校の先生。口先がとがっており、ヒゲが縦に生えている。

## その他の人物
大馬毛 三太郎
声 - カラー版：辻三太郎
映画製作会社「怪物プロダクション」の経営者。モグラみたいな顔をしてサングラスをかけている。港で自社負担で輸入したタランチュラを引き取って映画「怪物 大毒グモ」の製作に起用しようとしていた。仕事に嫌気が差して会社から脱走したタランチュラを探しに部下達を送り込み、彼も犬を連れて探しに行ったが怪物屋敷でタランチュラを発見をして連れ帰ろうとしたが反抗されてムチで叩いたら、ヒロシに弁護され「こんな怪物ごときを哀れんでいるようでは立派な大物にはなれないのであります」と反論した。怪物くんにお仕置きされて一時は撤退して、機動隊を呼び出して奪還しようとしたが、成長したタランチュラに歯が立たず撤退され、ピストルで立ち向かおうとしたがお尻の糸で縛られて降参した。
地下鉄サブ公
声 - カラー版：峰あつ子
怪物くんが怪子ちゃんに「『早起きしてテレビ見たい』って言い出したくせに、起こしに来ると追い払うなんてワガママね」と怪物屋敷で言われ、そこから家出した時に会った、彼そっくりな孤児の少年。かっぱらいの常習犯で、怪物くんは八百屋のおばさんにサブと間違えられて大根で殴られ「代金をお払い!」と因縁つけられたり、道端で誤認逮捕された。交番を抜け出して公園で鉢合わせた際に念力でかっぱらいを封じたが、生活手段がなくなったと恨まれる。その後怪物くんは再度誤認逮捕され、サブは家来たちに怪物くんと間違えられて怪物屋敷に連れて行かれる。護送車で刑務所へ連行中にバナナの皮をひいて交通事故に遭い、瀕死の重傷の警官をノオ医院に担ぎ込んだ怪物くんは、偽物を連れ帰ったことに気付いた家来たちに「これ以上家出を続けるなら自分たちも一緒に行く」と言われ帰宅を決意。サブが怪物屋敷にいることを知った警官は怪物くんから身の上を聞いて考えた末、客室で寝ていたサブに「自分は子供がいないから、お前を養子にして一生逮捕する」と言って連れ帰った。
孫小空（そんこくう）
声 - カラー版：田中真弓
ヒロシたちが野球をしていると、銀斗雲で浮遊している最中にホームランボールで撃墜されて怪物くんたちに因縁をつけケンカになり、毛の分身攻撃や鳥に変身して怪物君に襲い掛かるが念力で負けてしまい、怪物屋敷に介抱されて、師匠に言いつけられた買い物がうまく思い出せず、カップラーメンの山を購入するが、計算機をいじっているうちに購入するものは「電子ゲーム」だったと思い出し、銀斗雲で帰った。
ニセ怪物大王/モンスター博士
声 - カラー版：玄田哲章
とある孤島に怪物を集め「もう一つの怪物ランド」を築いていた人物。怪物軍隊を成して本物の怪物ランドへの侵略を企んでいた。MBIによって発見され、大王の知らせを受けた怪物くんはドラキュラが集めた怪物たちを率いて討伐に向かい、ニセ大王に殺されそうになったという老漁師の案内で潜入するが待ち伏せされ捕えられる。城外で怪物たちの乱戦が始まると、ニセ大王はすべての怪物を自分の言いなりにできるという科学兵器「催眠高周波」で眠らせてしまう。しかし怪物くんは大王に変身して号令一つで怪物たちを起こし、パンチ一発でニセ大王を倒す。ニセ怪物大王の体は機械であり、中で操っていた正体は案内した老漁師＝モンスター博士だった。原作では博士は「今度は宇宙怪物大王になってやる」と言って宇宙へ逃げたが、カラーアニメでは崩れる城に飛び込んで城と共に心中した。
太古（たこ）博士
声 - カラー版：緒方賢一
タコみたいな顔した科学者。海から拾い八郎と名付けた子ダコを空飛ぶタコに育てあげた。
須留目（するめ）博士
声 - カラー版：兼本新吾
スルメみたいな頭した科学者で悪の国際陰謀団「スルメッシュ」の団長。太古（たこ）博士から空飛ぶタコの謎を追究しようと大金で技術を譲ってもらおうするが断られた。研究所の外で怪物くんに出会い彼らをだまして八郎を捕獲させるが、計画がばれて怪物くんに潰されてしまう。
ツブノ（つぶの）博士
声 - カラー版：雨森雅司
「ツブノ研究所」で人間を小さくする研究をしている。物質収縮液「スモールX」を発明し、それで息子・豆夫 （声 - 喜多道枝）の級友である出加くんを豆粒のようにしてしまった。科学なのでグリムばあさんの魔法で元に戻せない。無責任なことに元に戻す方法を開発しないまま人体実験を行い、日本人全部を縮小して自分たち親子は元の大きさで王と王子になろうと企んでいた。研究所に来た出加くんを籠に捕らえるが、籠が落ちたショックで巨大化した彼に捕まえられる。
アラビア大魔法団長
声 - カラー版：上田敏也
サーカスの団長。商売道具である「空飛ぶ木馬」をヒロシに壊されたり「魔法の絨毯」を怪物くんに焼かれて嘆き、間に合わせにドラキュラ伯爵のショーで切り抜けようとするが失敗して、最後の切り札である「ビンの中の巨人」でショーを盛り上げた。
怪物温泉の主人
声 - カラー版：雨森雅司
怪物温泉を経営している。サカゲラとコケラをこき使っていたため、怪物くんに成敗されるがオチが原作とアニメで異なっている。原作では怪物くんに洗われ黒い水が出るというオチだったが、カラー版では怪物くんが呼び出した怪物仲間に懲らしめられて改心するオチとなった。
アトム博士
声 - カラー版：井上和彦
メガネをかけた天才小学生。天才だが傲慢な性格。ウラニドンの実験の最中で大失敗して後悔したショックでアトム博士は頭が悪くなってしまったが、彼に不遜な態度を取られていた父親（声 - 津村隆）は「これで普通の親子らしくできる」と喜んだ。
ヤクザたち
声 - カラー版：田中康郎（ボス）二又一成、津村隆、兼本新吾、仁内達之、長堀芳夫
女の子を誘拐して海外へ売り飛ばそうとしたヤクザたち。怪子ちゃんも誘拐しようとしたが、騙されたことに激怒した怪子ちゃんにボコボコにされる。翌日、怪子ちゃんに仕返しするためにアコちゃんを人質にするも怪子ちゃんに変身した怪物くんによってまたもやボコボコにされる。その後、空腹で弱っていたトンコレラと出会い用心棒にするも、トンコレラは怪子ちゃんのお付きだったためあっさり裏切られそのままトンコレラの息で吹き飛ばされてしまった。

## ドラマオリジナルキャラクター
デモリーナ
演 - 稲森いずみ
悪魔界の女性でデモキンの側近的存在。かつては「高杉よし江」という100年前の時代の人間だったが、親や恋人に裏切られるなど人間達の醜い姿を目の当たりにして人間に絶望し、自殺しようとした所をデモキンに救われ、悪魔に生まれ変わる事となった。
かつてデモキンと共に怪物ランドを襲撃するも失敗し、現在は力を封印されたデモキンを復活させる為に人間界で様々な暗躍を行うも怪物くん達の妨害に苛立ちを募らせている。目的の為なら手段を選ばない冷酷非情な性格で、過去の事から人間の事も徹底的に蔑んでいるが、未だに人間的な感情を捨て切れていない部分もあり、デモキンに対しても人間に近い情愛を向けている節がある。最終話でヒロシを庇って石化してしまったウタコの姿を目の当たりにした事で人間にも清らかな心を持った者がいる事を認識し、デモキンの野望を裏切り、人間の子供を解放するも、デモキンに感づかれて刺され、怪物くんに全ての世界、そしてデモキンを救う事を託して息絶えた。
後に彼女の亡骸は怪物くんとの戦いに敗れて説得されたデモキンによって保護され、自らの手で必ず復活させる事を約束していた。SP版では再登場し、デモキンと共に怪物くんの前に立ちはだかるが、これは怪物大王が装置によって作り上げた偽物であった。
映画版にも登場し終盤デモキンによって復活させられるが、デモキンがカレー王国の住人の欲を集めて復活させたことをしると非難してしまうが、デモキンが改心していたことでそれを許し改めてデモキンのプロポーズを受け入れるが、その直後約束を反故にした岩男の怒りを買い襲撃されたデモキンを救うために岩男にダメージを与えるも肉体が限界を迎え消滅した。
アックマー
演 - 津田寛治
悪魔族の戦士でデモリーナの部下。人間の姿をとる事や他者に似せて化ける事も可能。デモリーナの命令でデモキン復活の為人間の様々な欲望を吸い尽くそうとするも、怪物くん達の妨害で失態を繰り返してはデモリーナに罵倒され続けていた。内心では元人間であることからデモリーナを快く思っていなかったようであり、最終的には第3話ラストで自分を罵り続けるデモリーナに罵り返した所、怒りで我を忘れた彼女の攻撃を受け死亡、砂と化した。悪魔の割にはまともな事や常識的な事をいう事もしばしばだった。SP版では再登場を果たし、怪物くんの前に立ちはだかるも、怪物くんに倒される。
Dr.マリス
演 - 飯田基祐
悪魔族の科学者。デモキン復活の為には魔王石が必要だと見抜き、アックマーが死亡してからは彼に代わって暗躍も行う。段差のある禿げ頭が特徴で怪物くんから「ケツ頭」と呼ばれている。表向きにはデモキンやデモリーナに忠誠を誓っているように見えるが、内心では魔王石を手にしたらデモキンに取って代わって悪魔族を支配する事を目論んでいる。第8話で本性を表し反旗を翻すも失敗し、デモキンによって始末された。マリスはフランス語で悪意である。
大家さん
演 - 福井裕子
アラマ荘の家主。年配の女性。
ノブオ・ケイタ・マサル
演 - 上田瑠星、阿部圭吾、田川涼
ヒロシのクラスメイト。いじめっこ。
お巡りさん
演 - 三宅弘城
毎回怪物くん達と鉢合わせては成り行きで突き飛ばされていて、いつも牢屋に入れているが、許しがあると出している。終盤では彼らが帰国すると知って淋しがっていた。口癖は「これはマズいね～」。原作にも、ユニークなお巡りさんは何度か登場するが、原作では怪物くんたちを収監するようなことはない。
正義くん
演 - 松岡昌宏
デモキンの仮の姿。不完全な状態で復活したため、当初は自分の名前を含む全ての記憶を失っていた。怪物くんと打ち解けたことから一度怪物くんに引き取られ、その後「彼を知っている」というよし江（デモリーナ）に引き取られた。「正義くん」と言う名前は自分を庇ってくれたことから怪物くんが名付けた。記憶喪失時は礼儀正しく、正義感が強い好青年。自分を世話してくれるよし江に思いを募らせる。しかし、記憶を取り戻したことでデモキンの本来の性格に変貌する。また、最終話のエンディングに正義くんらしき（羊の角がある）人物がいる。
怪物くんの執事
演 - 松本潤（友情出演）
最終話に登場。怪物界に戻った怪物くんの執事に任命された新米執事。耳が尖っている以外は人間と変わらない姿をしている。怪物くんにカレーを差し出した後、「美味しそうですね。」と耳打ちをして去っていった。
羊男
演 - 東貴博（Take2）
SP版に登場。羊族出身で、怪物大学を首席で卒業したエリート科学者。王位継承間近になっても人間界への未練を捨てきれない怪物くんの為に城へ呼ばれた。しかし復活したアックマーに捕らえられなりすまされた挙句、未練を断ち切らせる装置を悪用されてしまう。常にテンションが高く、英語交じりで話す。

## 映画オリジナルキャラクター
ピラリ姫
演 - 川島海荷
カレーの王国のお姫様。声や顔だけではなく、すぐ気絶するところや気が強いところもウタコにそっくりである。
カー王子
演 - 濱田龍臣
カレーの王国の王子様。ピラリの弟で、声や顔や性格もヒロシにそっくりである。
サニル
演 - 北村一輝
カレーの王国の反乱軍のリーダー。
ヴィシャール / 岩石男
演 - 上川隆也
元怪物ランドの住人にして魔王石を作り出した一族の出身。以前は怪物くんの執事をつとめていたが、怪物界における自分の立場の悪さに嫌気がさして怪物界を抜け出し、カレーの王国の権力者・ヴィジャールへと姿を変えデモキンとも手を組み、人間界を我が物にしようと暗躍する。
そして怪物くん達を「伝説の勇者」と言葉巧みに思わせてピラリ姫の救出を依頼する。その後ピラリ姫を救出させた後、彼らを地下牢に閉じ込める。
最終的に計画を妨害されてデモキンの元へ向かうが、彼の目的がデモリーナを蘇らせることだったことを知り、彼を見限り悪魔界をも支配することを決意。
怪物くんとの戦いでは、巨大な岩の怪物に変身するが、怪物くんの大噴火を浴びて、元の姿に戻り、怪物くんと共に怪物ランドへ帰っていった。
ドラゴン
声 - 山口達也
怪物ランドの「ドラゴン族」の怪物で、8mの体長と1.5mの高さを持つ。顔はヤギに似ているが、これでも歴としたドラゴンである。翼はないものの、空を飛べる。怪物くんが「ドラゴ～ン!」と掛け声をあげると現れる。極度のめんどくさがり屋で、嫌がると舌打ちする。